# Poiseul-la-Ville-et-Laperrière
Poiseul-la-Ville-et-Laperrière és un municipi francès, situat al departament de la Costa d'Or i a la regió de Borgonya - Franc Comtat. L'any 2007 tenia 170 habitants.

## Demografia

### Població
El 2007 la població de fet de Poiseul-la-Ville-et-Laperrière era de 170 persones. Hi havia 68 famílies, de les quals 20 eren unipersonals (20 dones vivint soles i 20 dones vivint soles), 24 parelles sense fills i 24 parelles amb fills.
La població ha evolucionat segons el següent gràfic:
Habitants censats

### Habitatges
El 2007 hi havia 91 habitatges, 69 eren l'habitatge principal de la família, 15 eren segones residències i 7 estaven desocupats. 88 eren cases i 3 eren apartaments. Dels 69 habitatges principals, 57 estaven ocupats pels seus propietaris, 8 estaven llogats i ocupats pels llogaters i 4 estaven cedits a títol gratuït; 1 tenia una cambra, 1 en tenia dues, 10 en tenien tres, 14 en tenien quatre i 43 en tenien cinc o més. 64 habitatges disposaven pel capbaix d'una plaça de pàrquing. A 28 habitatges hi havia un automòbil i a 31 n'hi havia dos o més.

### Piràmide de població
La piràmide de població per edats i sexe el 2009 era:
| Homes | Edats   | Dones |
| ----- | ------- | ----- |
| 0     | 95 o +  | 0     |
| 0     | 90 a 94 | 4     |
| 4     | 85 a 89 | 8     |
| 0     | 80 a 84 | 8     |
| 4     | 75 a 79 | 0     |
| 12    | 70 a 74 | 12    |
| 8     | 65 a 69 | 0     |
| 4     | 60 a 64 | 4     |
| 0     | 55 a 59 | 4     |
| 12    | 50 a 54 | 8     |
| 12    | 45 a 49 | 8     |
| 8     | 40 a 44 | 4     |
| 0     | 35 a 39 | 4     |
| 4     | 30 a 34 | 4     |
| 8     | 25 a 29 | 4     |
| 4     | 20 a 24 | 4     |
| 8     | 15 a 19 | 8     |
| 8     | 10 a 14 | 4     |
| 0     | 5 a 9   | 12    |
| 0     | 0 a 4   | 4     |

## Economia
El 2007 la població en edat de treballar era de 85 persones, 65 eren actives i 20 eren inactives. De les 65 persones actives 58 estaven ocupades (34 homes i 24 dones) i 7 estaven aturades (2 homes i 5 dones). De les 20 persones inactives 8 estaven jubilades, 6 estaven estudiant i 6 estaven classificades com a «altres inactius».

### Ingressos
El 2009 a Poiseul-la-Ville-et-Laperrière hi havia 72 unitats fiscals que integraven 164 persones, la mediana anual d'ingressos fiscals per persona era de 15.613,5 €.

### Activitats econòmiques
Dels 9 establiments que hi havia el 2007, 1 era d'una empresa extractiva, 2 d'empreses de fabricació d'altres productes industrials, 2 d'empreses de construcció, 1 d'una empresa de comerç i reparació d'automòbils i 3 d'empreses de serveis.
Dels 2 establiments de servei als particulars que hi havia el 2009, 1 era una fusteria i 1 lampisteria.
L'any 2000 a Poiseul-la-Ville-et-Laperrière hi havia 17 explotacions agrícoles.

## Poblacions més properes
El següent diagrama mostra les poblacions més properes.